# 澎湖志略
《澎湖志略》是清朝澎湖廳的方，約於乾隆八年（1743年）以後刊行，為第一本專寫澎湖一地之事的史書，創修者是澎湖通判周于仁，其後由胡格增輯。全書共有二十篇，不分卷。

## 沿革
周于仁於雍正末至乾隆初署澎湖廳，任滿將去前撰寫《澎湖志略》，序於乾隆元年（1736）。胡格署澎湖廳後，對《澎湖志略》予以增益，之後仍沿舊名，序於乾隆五年（1740年）。不過因該書中仍有加入乾隆五年後的通判資料，故可知在胡格之後仍有人編修此書。

## 版本
- 原刻本：於天津圖書館、日本東洋文庫有收藏，另外在國立臺灣圖書館裡有抄本[1]。
- 排印本：
  - 《臺灣文獻叢刊》本
- 合校本：《清代臺灣方誌彙刊》（文建會、遠流），以東洋文庫為底，再參考臺灣文獻叢刊本來校正[1]。